# 中国资本主义发展史
《中国资本主义发展史》是世界上“第一部系统研究中国资本主义产生与发展的专著”，被誉为具有里程碑意义的“权威著作”。

## 历史
1960年春，许涤新参加周恩来在广东举办的政治经济学学习班，周恩来将撰写《中国资本主义发展史》的任务交给许涤新。许涤新将具体工作交给“资本主义经济社会主义改造研究室”（隶属中国科学院经济研究所），吴承明主持研究室工作。此后吴承明收集、整理历史资料，如《中国近代经济史资料》、《中国资本主义工商业史料丛刊》。
文革爆发后吴承明下放五七干校，1975年，吴承明离开干校，恢复编写工作。1976年，许涤新写下《中国资本主义发展史》的《提要》，1977年，原研究室人员调到中国科学院经济研究所经济史研究室，编写启动。同年吴承明组织出版《旧中国的资本主义生产关系》。
1980年编委会确定全书按时间分为三卷，第一卷《中国资本主义的萌芽》、第二卷《旧民主主义革命时期的中国资本主义》、第三卷《新民主主义革命时期的中国资本主义》。分别于1985年、1990年、1993年出版。

## 编写人员
编委会共计22人。上海社会科学院经济研究所的徐新吾、姜铎（蒋立）、徐雪筠、唐传泗、汝仁、陈正炎及贵婉兰7人，南开大学经济研究所的丁世洵、刘佛丁、丁长清和朱秀琴4人，中国科学院经济研究所的许涤新、吴承明、方卓芬、方行、汪士信、吴太昌、黄如桐、王水，简锐、胡铁文、郭太炎11人。